# Dag Holmen Jensen
Dag Holmen Jensen (ur. 16 maja 1954) – norweski skoczek narciarski, reprezentant klubu Baerum SK. Uczestnik mistrzostw świata w lotach (1981). Zwycięzca klasyfikacji generalnej w Turnieju Norweskiego (1978).
W latach 1979–1984 29 razy startował w konkursach Pucharu Świata. Najlepszy wynik – zwycięstwo osiągnął 22 marca 1981 w Planicy.
W marcu 1981 wystartował na mistrzostwach świata w lotach w Oberstdorfie, na których zajął 16. lokatę indywidualnie.

## Mistrzostwa świata w lotach
| Miejsce | Dzień             | Rok  | Miejscowość | Punkt K | Konkurs  | Skok 1  | Skok 2  | Skok 3  | Skok 4  | Skok 5  | Skok 6  | Skok 7  | Skok 8  | Nota      | Strata    | Zwycięzca      |
| ------- | ----------------- | ---- | ----------- | ------- | -------- | ------- | ------- | ------- | ------- | ------- | ------- | ------- | ------- | --------- | --------- | -------------- |
| 16.     | 27 lutego-1 marca | 1981 | Oberstdorf  | K-175   | indywid. | 124,0 m | 118,0 m | 131,0 m | 121,0 m | 102,0 m | 108,0 m | 153,0 m | 142,0 m | 895,0 pkt | 306,0 pkt | Jari Puikkonen |

## Puchar Świata

### Miejsca w klasyfikacji generalnej
| Sezon     | Miejsce |
| --------- | ------- |
| 1979/1980 | 64.     |
| 1980/1981 | 17.     |
| 1981/1982 | 17.     |
| 1982/1983 | 47.     |

### Zwycięstwa w konkursach indywidualnych Pucharu Świata chronologicznie
| Lp. | Dzień    | Rok  | Miejscowość | Punkt K | Skok 1  | Skok 2 | Nota      |
| --- | -------- | ---- | ----------- | ------- | ------- | ------ | --------- |
| 1.  | 22 marca | 1981 | Planica     | K-117   | 105,0 m | –      | 109,1 pkt |

### Miejsca na podium w konkursach indywidualnych Pucharu Świata chronologicznie
| Lp. | Dzień    | Rok  | Miejscowość | Punkt K | Skok 1  | Skok 2 | Nota      | Lok. | Strata | Zwycięzca |
| --- | -------- | ---- | ----------- | ------- | ------- | ------ | --------- | ---- | ------ | --------- |
| 1.  | 22 marca | 1981 | Planica     | K-117   | 105,0 m | –      | 109,1 pkt | 1.   | –      | –         |

### Miejsca w poszczególnych konkursach indywidualnychPucharu Świata
| Źródło                                                                                | Źródło                 | Źródło                 | Źródło        | Źródło        | Źródło                 | Źródło       | Źródło        | Źródło            | Źródło       | Źródło      | Źródło       | Źródło       | Źródło        | Źródło        | Źródło    | Źródło       | Źródło   | Źródło              | Źródło              | Źródło     | Źródło     | Źródło  | Źródło              | Źródło              | Źródło | Źródło | Źródło | Źródło | Źródło | Źródło | Źródło | Źródło | Źródło | Źródło | Źródło | Źródło | Źródło | Źródło | Źródło | Źródło | Źródło | Źródło | Źródło | Źródło | Źródło | Źródło | Źródło | Źródło | Źródło |
| ------------------------------------------------------------------------------------- | ---------------------- | ---------------------- | ------------- | ------------- | ---------------------- | ------------ | ------------- | ----------------- | ------------ | ----------- | ------------ | ------------ | ------------- | ------------- | --------- | ------------ | -------- | ------------------- | ------------------- | ---------- | ---------- | ------- | ------------------- | ------------------- | ------ | ------ | ------ | ------ | ------ | ------ | ------ | ------ | ------ | ------ | ------ | ------ | ------ | ------ | ------ | ------ | ------ | ------ | ------ | ------ | ------ | ------ | ------ | ------ | ------ |
| Sezon 1979/1980                                                                       |                        |                        |               |               |                        |              |               |                   |              |             |              |              |               |               |           |              |          |                     |                     |            |            |         |                     |                     |        |        |        |        |        |        |        |        |        |        |        |        |        |        |        |        |        |        |        |        |        |        |        |        |        |
| Cortina d'Ampezzo                                                                     | Oberstdorf             | Garmisch-Partenkirchen | Innsbruck     | Bischofshofen | Sapporo                | Sapporo      | Thunder Bay   | Thunder Bay       | Zakopane     | Zakopane    | Saint-Nizier | Saint-Nizier | Sankt Moritz  | Gstaad        | Engelberg | Vikersund    | Lahti    | Lahti               | Falun               | Oslo       | Planica    | Planica | Szczyrbskie Jezioro | Szczyrbskie Jezioro | punkty |        |        |        |        |        |        |        |        |        |        |        |        |        |        |        |        |        |        |        |        |        |        |        |        |
| -                                                                                     | 45                     | 54                     | 37            | 53            | -                      | -            | 18            | 14                | -            | -           | -            | -            | -             | -             | -         | 9            | -        | -                   | -                   | 14         | -          | -       | -                   | -                   | 11     |        |        |        |        |        |        |        |        |        |        |        |        |        |        |        |        |        |        |        |        |        |        |        |        |
| Sezon 1980/1981                                                                       |                        |                        |               |               |                        |              |               |                   |              |             |              |              |               |               |           |              |          |                     |                     |            |            |         |                     |                     |        |        |        |        |        |        |        |        |        |        |        |        |        |        |        |        |        |        |        |        |        |        |        |        |        |
| Oberstdorf                                                                            | Garmisch-Partenkirchen | Innsbruck              | Bischofshofen | Harrachov     | Liberec                | Sankt Moritz | Gstaad        | Engelberg         | Ironwood     | Ironwood    | Sapporo      | Sapporo      | Thunder Bay   | Thunder Bay   | Chamonix  | Saint-Nizier | Lahti    | Lahti               | Falun               | Oslo       | Bærum      | Planica | Planica             | punkty              | punkty | punkty | punkty | punkty | punkty | punkty | punkty | punkty | punkty | punkty | punkty | punkty | punkty | punkty | punkty | punkty | punkty | punkty |        |        |        |        |        |        |        |
| -                                                                                     | -                      | -                      | -             | -             | -                      | -            | -             | -                 | -            | -           | -            | -            | -             | -             | -         | -            | 17       | 4                   | -                   | 14         | 7          | 11      | 1                   | 53                  | 53     | 53     | 53     | 53     | 53     | 53     | 53     | 53     | 53     | 53     | 53     | 53     | 53     | 53     | 53     | 53     | 53     | 53     |        |        |        |        |        |        |        |
| Sezon 1981/1982                                                                       |                        |                        |               |               |                        |              |               |                   |              |             |              |              |               |               |           |              |          |                     |                     |            |            |         |                     |                     |        |        |        |        |        |        |        |        |        |        |        |        |        |        |        |        |        |        |        |        |        |        |        |        |        |
| Cortina d'Ampezzo                                                                     | Oberstdorf             | Garmisch-Partenkirchen | Innsbruck     | Bischofshofen | Sapporo                | Sapporo      | Thunder Bay   | Thunder Bay       | Sankt Moritz | Engelberg   | MŚ – Oslo    | MŚ – Oslo    | Lahti         | Lahti         | Tauplitz  | Tauplitz     | Tauplitz | Szczyrbskie Jezioro | Szczyrbskie Jezioro | Planica    | Planica    | punkty  | punkty              | punkty              | punkty | punkty | punkty | punkty | punkty | punkty | punkty | punkty | punkty | punkty | punkty | punkty | punkty | punkty | punkty | punkty |        |        |        |        |        |        |        |        |        |
| -                                                                                     | 6                      | 21                     | 9             | 7             | -                      | -            | -             | -                 | -            | -           | -            | -            | 9             | 13            | 6         | 7            | 12       | -                   | -                   | -          | -          | 55      | 55                  | 55                  | 55     | 55     | 55     | 55     | 55     | 55     | 55     | 55     | 55     | 55     | 55     | 55     | 55     | 55     | 55     | 55     |        |        |        |        |        |        |        |        |        |
| Sezon 1982/1983                                                                       |                        |                        |               |               |                        |              |               |                   |              |             |              |              |               |               |           |              |          |                     |                     |            |            |         |                     |                     |        |        |        |        |        |        |        |        |        |        |        |        |        |        |        |        |        |        |        |        |        |        |        |        |        |
| Cortina d'Ampezzo                                                                     | Oberstdorf             | Garmisch-Partenkirchen | Innsbruck     | Bischofshofen | Harrachov              | Harrachov    | Lake Placid   | Lake Placid       | Thunder Bay  | Thunder Bay | Sankt Moritz | Gstaad       | Engelberg     | Vikersund     | Vikersund | Vikersund    | Falun    | Falun               | Lahti               | Lahti      | Bærum      | Oslo    | Planica             | Planica             | punkty | punkty | punkty | punkty | punkty | punkty | punkty | punkty | punkty | punkty | punkty | punkty | punkty | punkty | punkty | punkty | punkty | punkty | punkty |        |        |        |        |        |        |
| -                                                                                     | -                      | -                      | -             | -             | -                      | -            | -             | -                 | -            | -           | -            | -            | -             | 53            | 42        | 37           | -        | -                   | -                   | -          | 7          | 20      | -                   | -                   | 9      | 9      | 9      | 9      | 9      | 9      | 9      | 9      | 9      | 9      | 9      | 9      | 9      | 9      | 9      | 9      | 9      | 9      | 9      |        |        |        |        |        |        |
| Sezon 1983/1984                                                                       |                        |                        |               |               |                        |              |               |                   |              |             |              |              |               |               |           |              |          |                     |                     |            |            |         |                     |                     |        |        |        |        |        |        |        |        |        |        |        |        |        |        |        |        |        |        |        |        |        |        |        |        |        |
| Thunder Bay                                                                           | Thunder Bay            | Lake Placid            | Lake Placid   | Oberstdorf    | Garmisch-Partenkirchen | Innsbruck    | Bischofshofen | Cortina d'Ampezzo | Harrachov    | Liberec     | Sapporo      | Sapporo      | IO – Sarajewo | IO – Sarajewo | Lahti     | Lahti        | Falun    | Lillehammer         | Oslo                | Oberstdorf | Oberstdorf | Planica | Planica             | punkty              | punkty | punkty | punkty | punkty | punkty | punkty | punkty | punkty | punkty | punkty | punkty | punkty | punkty | punkty | punkty | punkty | punkty | punkty |        |        |        |        |        |        |        |
| -                                                                                     | -                      | -                      | -             | -             | -                      | -            | -             | -                 | -            | -           | -            | -            | -             | -             | -         | -            | -        | -                   | 44                  | -          | -          | -       | -                   | 0                   | 0      | 0      | 0      | 0      | 0      | 0      | 0      | 0      | 0      | 0      | 0      | 0      | 0      | 0      | 0      | 0      | 0      | 0      |        |        |        |        |        |        |        |
| Legenda                                                                               |                        |                        |               |               |                        |              |               |                   |              |             |              |              |               |               |           |              |          |                     |                     |            |            |         |                     |                     |        |        |        |        |        |        |        |        |        |        |        |        |        |        |        |        |        |        |        |        |        |        |        |        |        |
| 1 2 3 4-10 11-15 poniżej 15 - – zawodnik nie wystartował lub zajął miejsce poniżej 15 |                        |                        |               |               |                        |              |               |                   |              |             |              |              |               |               |           |              |          |                     |                     |            |            |         |                     |                     |        |        |        |        |        |        |        |        |        |        |        |        |        |        |        |        |        |        |        |        |        |        |        |        |        |

### Turniej Czterech Skoczni

#### Miejsca w klasyfikacji generalnej
| Sezon     | Miejsce |
| --------- | ------- |
| 1979/1980 | 45.     |
| 1981/1982 | 8.      |

## Puchar Europy

### Miejsca w klasyfikacji generalnej
| Sezon     | Miejsce |
| --------- | ------- |
| 1981/1982 | 6.      |
| 1982/1983 | 129.    |